# كيفن كانون
كيفن كانون (بالإنجليزية: Kevin Cannon)‏ هو رسام كارتون أمريكي، ولد في 1979.

## وصلات خارجية
- الموقع الرسمي